# Berlin-Lichtenberg
Lichtenberg ist ein Ortsteil im gleichnamigen Bezirk Lichtenberg in Berlin. Zur Abgrenzung zwischen beiden dient auch die Bezeichnung Alt-Lichtenberg.
Der heutige Ortsteil geht zurück auf das im 13. Jahrhundert im Barnim gegründete Dorf Lichtenberg. Dieses Dorf blieb über viele Jahrhunderte eine kleine, landwirtschaftlich geprägte Siedlung mit wenigen hundert Einwohnern im Osten der Stadt Berlin. Erst Ende des 19. Jahrhunderts stieg durch die Industrialisierung die Einwohnerzahl Lichtenbergs um ein Vielfaches, sodass der Ortschaft 1907 das Stadtrecht verliehen wurde. Mit der Gründung von Groß-Berlin im Jahr 1920 wurde die Stadt Lichtenberg jedoch nach Berlin eingemeindet und bildet seitdem den namensgebenden Ortsteil für den Berliner Bezirk Lichtenberg.

## Lage
Der Ortsteil Lichtenberg liegt etwa in der Mitte des Verwaltungsbezirks Lichtenberg. Im Norden wird er von der Landsberger Allee, im Osten von der Rhinstraße begrenzt. Im Süden bilden die Ostbahn und die Verbindungskurve zur Ringbahn die Grenze des Ortsteils, im Westen die Ringbahn, die Storkower Straße und die Vulkanstraße.

## Geschichte

### Das Dorf Lichtenberg
Das Angerdorf Lichtenberg entstand im Zuge der deutschen Kolonisation des Barnim um 1230. Es wurde allerdings erst am 24. Mai 1288 urkundlich in einem Grenzvertrag erwähnt, in dem der Streit über die Grenze zwischen dem zu Berlin gehörenden Dorf Stralau und dem Dorf Rosenfelde (heute: Friedrichsfelde) beigelegt wurde. In der zweiten Hälfte des 13. Jahrhunderts wurde die Lichtenberger Dorfkirche am heutigen Loeperplatz errichtet. Dieser alte Dorfkern bildet noch heute das historische Zentrum des Bezirkes. 1364 befand sich Lichtenberg überwiegend im Besitz der Familie von Rüthenick, deren Vorfahren vermutlich an der Gründung des Dorfes beteiligt waren (an der Bezeichnung Rutnikstraße noch heute erkennbar). 1375 war Alt-Lichtenberg (einschließlich vier Pfarrhufen) 44 Hufen groß (etwa 1000 Hektar) und besaß einen Krug.

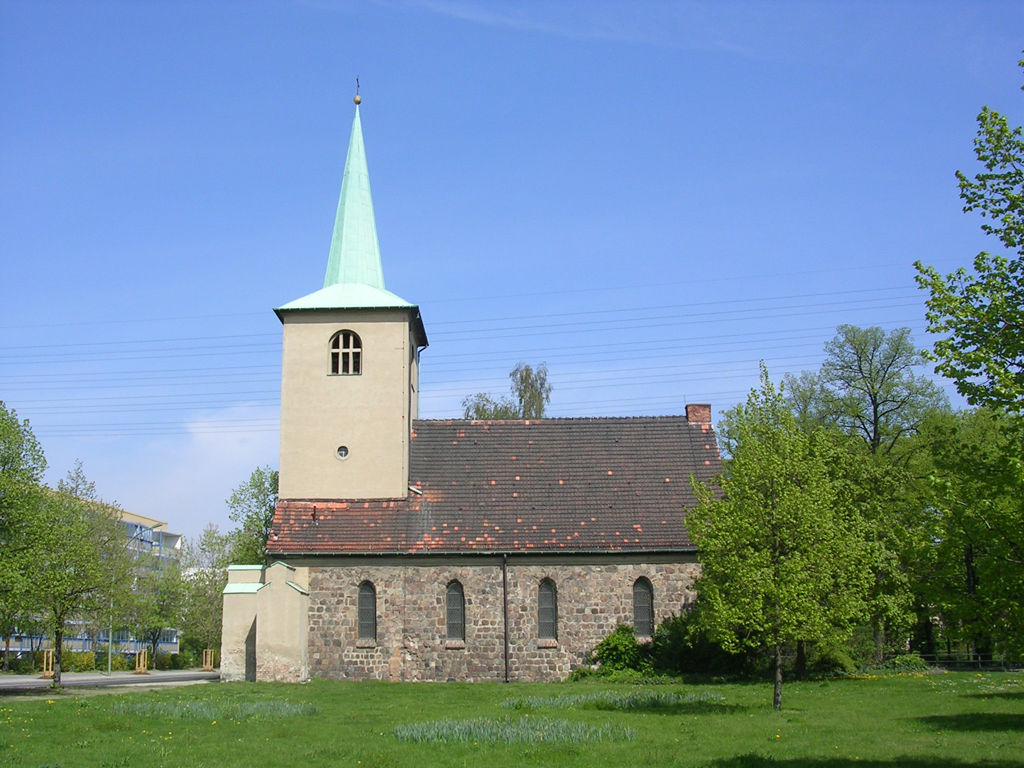
Dorfkirche am Loeperplatz

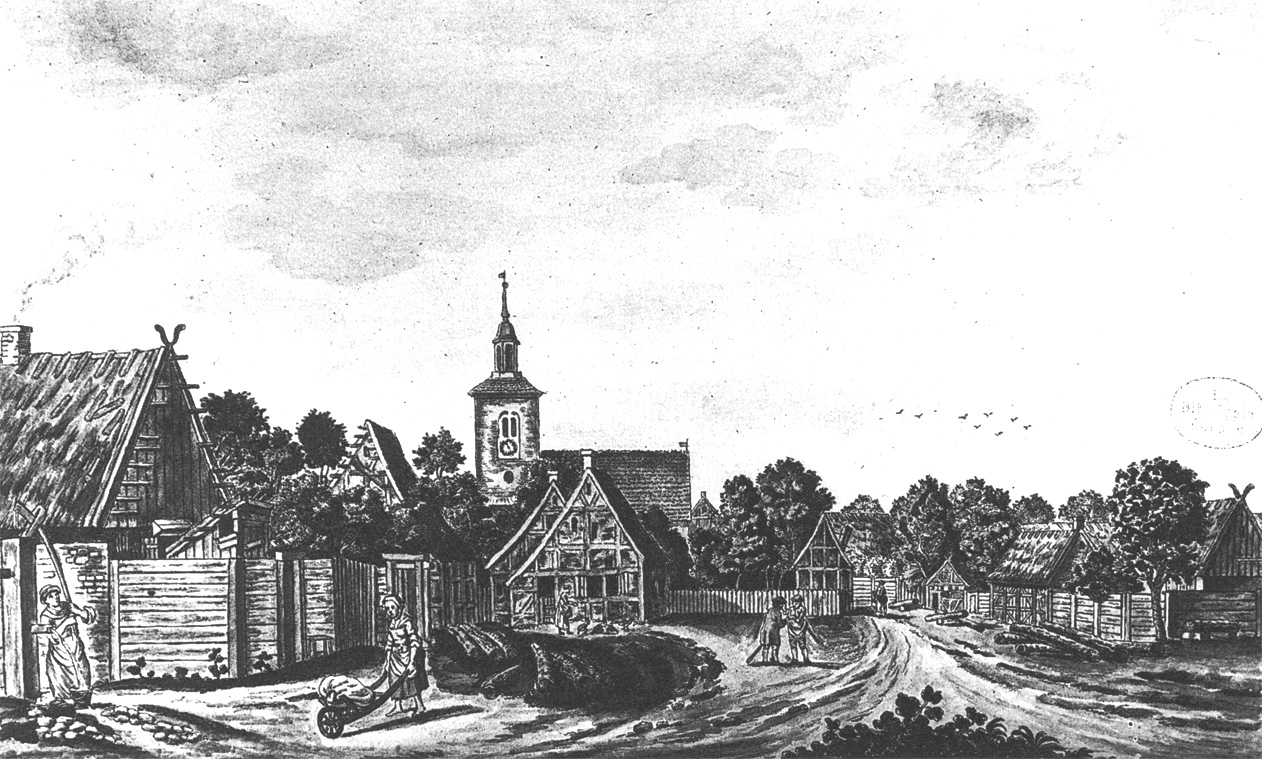
Lichtenberg um 1800 von Süden

Im Jahr 1391 wurde Lichtenberg – wie andere Dörfer im Umkreis – von der Stadt Berlin gekauft und damit ein Kämmereidorf. Die Berliner Ratskämmerei verfügte dadurch über Ober- und Untergerichtsbarkeit in Lichtenberg und betrieb im Ort ein Vorwerk (Gutswirtschaft).
Lichtenberg umfasste 1527 insgesamt 60 Hufen (rund 4,6 km²). Um 1620 wurde eine Schmiede errichtet. Die Bevölkerung wuchs in den ersten Jahrhunderten kaum. 1624 wurden 219 Bewohner gezählt.
Der Dreißigjährige Krieg traf das Dorf hart. Das Vorwerk wurde während des Krieges vollständig ruiniert und konnte erst nach dem Wiederaufbau 1688 wieder verpachtet werden. Ein 1652 verfasster Bericht des Landreiters Ulrich Gärtner an den Großen Kurfürsten spricht von nur noch neun Hufnern und neun Kossäten in Lichtenberg gegenüber 17 Hufnern und 13 Kossäten im Jahr 1624. Erst 1696 erhöhte sich die Zahl der Vollbauernhöfe wieder auf 12, 1705 auf 13 und schließlich ab 1744 bis in das 19. Jahrhundert auf 14. Mit den zusätzlichen elf Kossätenstellen war Lichtenberg im Vergleich zu anderen Dörfern dieser Zeit relativ groß. Um 1750 wurde in Lichtenberg eine Windmühle errichtet, 1771 folgte die Gründung der Colonie Friedrichsberg in der Lichtenberger Gemarkung. Im Jahr 1777 wurde neben der Kirche auf dem Dorfanger eine Schule erbaut und mit einer geräumigen „Stube (…) zum Seidenbau“ ausgestattet, um so einen finanziellen Zuschuss von der königlichen Regierung zu erlangen. 1778 wurden im Ort zwei Brunnen und 1795 zwei Pumpen angelegt.
Die Beziehungen zu Berlin blieben bis in die Mitte des 18. Jahrhunderts eher gering. Die Lichtenberger entrichteten ihre Abgaben und Dienste an das Vorwerk im Ort. Es umfasste 1729 etwas mehr als 455 Morgen (rund 1,16 km²). Zum Gehöft gehörten

„[…] das Magistrats-Hauß, des Arrendators Wohnung, der Kuh-Stall, der Lämmer-Stall, die Scheune, zwei Hammel-Ställe, des Schäfers Wohnung, des Schäfers Stall und auf dem Hofe ein Wagen-Schauer und Schweine-Stall, ein brettern Tauben-Hauß, ein Brunnen auf dem Hofe und ein Brunnen auf der Straße“

Im Jahr 1783 wurde das Gut aus der Feld- und Flurgemeinschaft mit dem Dorf abgetrennt und in Erbpacht gegeben, die Ländereien erfuhren eine Teilseparation. 1806 wurde das Gut teilweise und 1815 schließlich ganz vom Staatskanzler Karl August von Hardenberg gekauft. Der Lichtenberger Kietz entstand 1783 auf einem schon 1571 als „Kietzer Lacken“ bezeichneten Flurstück durch den Bau von vier Doppelhäusern für acht Büdner an der heutigen Lückstraße.
Die Beziehungen zu Berlin intensivierten sich erst im späten 18. Jahrhundert, als mehrere wohlhabende Familien, Offiziere und hohe Beamte aus Berlin in Lichtenberg Landsitze und Villen errichteten. Unter ihnen befand sich auch der Gouverneur von Berlin, General Wichard von Möllendorff, der um 1780 einen schlossartigen, wenn auch nur eingeschossigen Landsitz baute. Dabei wurden nicht nur der große Saal und weitere Zimmer des Möllendorff’schen Schlösschens prächtig ausgemalt, sondern auch ein Park und ein Wirtschaftshof angelegt. Auf diese Weise wurde Lichtenberg zum zeitweiligen Wohnort einiger wohlhabender Familien aus Berlin und durch seine neu entstandene Gastronomie zugleich ein beliebtes Ausflugsziel für die Berliner Bevölkerung. Die Bebauung und Erweiterung erfolgten nach einem von der Stadtgemeinde ausgelobten Wettbewerb, der folgendes vorsah: Aufteilung des ehemaligen Dottischen Geländes unweit des Bahnhofs Frankfurter Allee, der in der Mitte gelegene Park ist auf 5 bis 6 ha zu erweitern, eine Gemeindeschule, ein Prorealgymnasium mit Direktorenwohnhaus und eine Volksbadeanstalt sollen geplant werden.
Das eigentliche alte Dorf Lichtenberg blieb von diesen Veränderungen auch Anfang des 19. Jahrhunderts noch unberührt. Einer Zählung zufolge lebten im Jahr 1800 in Lichtenberg 326 Einwohner, davon 14 Bauern, zehn Kossäten, fünf Büdner und 17 Einlieger oder Mieter. Zu dieser Zeit waren die einzigen gewerblichen Betriebe in Lichtenberg Schmiede, Wirtshaus, Windmühle und Ziegelei. Der Schriftsteller Karl Gutzkow beschrieb das Dorf Lichtenberg um 1820 bis 1830 wie folgt:

„Kleine niedrige Lehmhäuser mit dichten Strohdächern, eine düsterschattende Linde vor dem Tore, Räder, Deichseln, Latten den Eingang hemmend. Die Tracht war ländlich, kurze Jacke, lederne Hosen, bunte Nachtmützen; die Sprache plattdeutsch.“

Tatsächlich herrschten in den ersten Jahrzehnten des 19. Jahrhunderts in Lichtenberg weitgehend agrarische, zumeist noch vom 18. Jahrhundert geprägte Verhältnisse. Auch das Gut bestand außer dem ziegelgedeckten massiven Wohnhaus nur aus strohgedeckten Fachwerkhäusern. Sie wurden bei einer verheerenden Feuersbrunst am 10. September 1833 fast vollständig vernichtet. Weitere Brände vernichteten 1838, 1839 und 1840 insgesamt neun Gehöfte. Von den Lichtenberger Gebäuden aus dieser und aus früherer Zeit sind heute einzig die Grundmauern der Dorfkirche erhalten geblieben. Erst Mitte des 19. Jahrhunderts wurden massive Wohnhäuser und seit etwa 1860 auch steinerne Wirtschaftsgebäude angelegt. Im Verlauf des 19. Jahrhunderts erfuhr die Kolonie Friedrichsberg im Westen der Gemeinde Lichtenberg ein erhebliches Bevölkerungswachstum. Im Jahr 1878 trat Lichtenberg das von der Berliner Ringbahn, der Frankfurter Allee und der heutigen Thaerstraße umschlossene Gebiet an die Stadt Berlin ab. Dort wurden in der Folgezeit der Zentralviehhof sowie das Samariterviertel errichtet. Der Gutsbezirk Lichtenberg, zu dem unter anderem das Gelände des heutigen Industriegebiets an der Herzbergstraße gehörte, trat 1889 die Kolonie Lichtenberger Kietz an die Gemeinde Boxhagen-Rummelsburg ab.

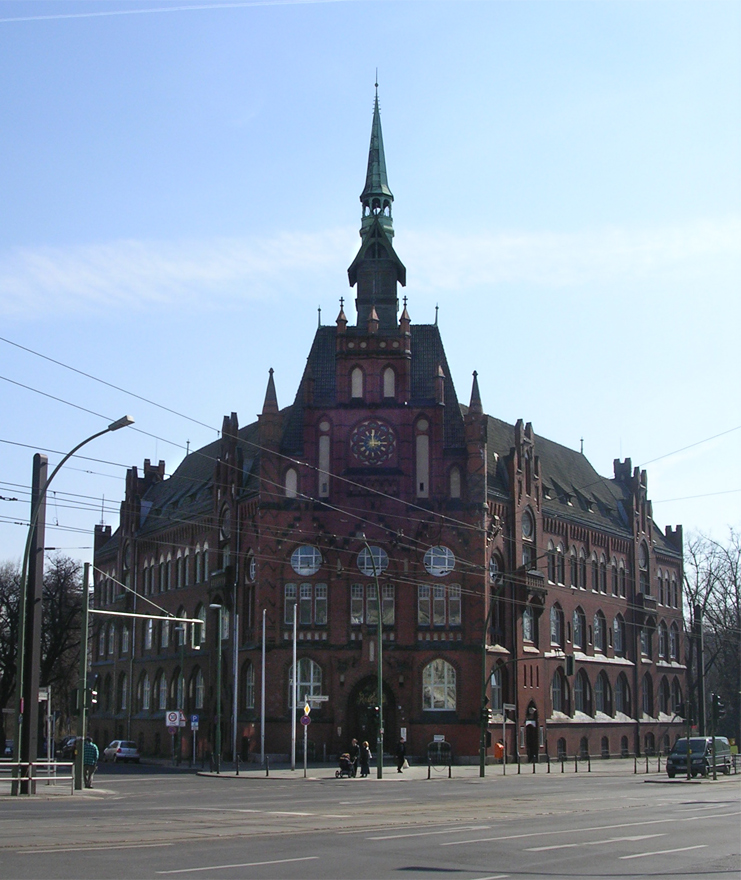
Neugotisches Rathaus an der Möllendorffstraße, errichtet 1896–1898

Am 11. November 1898 wurde nach zweijähriger Bauzeit das Rathaus Lichtenberg fertiggestellt. Das neugotische Backsteingebäude kostete seinerzeit 396.335 Mark und ist noch heute das Rathaus des Bezirks Lichtenberg. Der Gutsbezirk Lichtenberg wurde im Jahr 1900 in die Gemeinde Lichtenberg eingegliedert.

### Stadtrecht
Die Gemeinde Lichtenberg mit ihren 71.000 Einwohnern schied am 1. April 1908 aus dem Kreis Niederbarnim mit Erhalt des Stadtrechts aus, nachdem dies bereits am 15. November 1907 im Königlich Preußischen Staatsanzeiger Nr. 263 bekannt gemacht worden war. Im Vorfeld fand im Januar 1908 die erste feierliche Sitzung der Stadtverordnetenversammlung im Rathaus statt, und im gleichen Monat wurde der erste Bürgermeister, Oskar Ziethen, gewählt. Zwischen 1911 und 1914 entstand das Hubertus-Krankenhaus, 1932 bekam es den Namen Oskar-Ziethen-Krankenhaus. Desgleichen wurden in kurzen Abständen in den Siedlungsteilen (Alt-)Lichtenberg und Wilhelmsberg (heute Fennpfuhl) neue Schulgebäude fertiggestellt.
Eine erhebliche Vergrößerung der Bevölkerung sowie einen starken Zuwachs an industriellen und gewerblichen Unternehmen erfuhr die Stadt Lichtenberg 1912 durch die Eingemeindung der Landgemeinde Boxhagen-Rummelsburg. Von 1912 bis 1920 hieß die Stadt offiziell Berlin-Lichtenberg.
Durch die Gründung von Groß-Berlin wurde die Stadt Lichtenberg 1920 nach Berlin eingemeindet und zum namensgebenden Ortsteil für den im selben Jahr gegründeten Berliner Bezirk Lichtenberg. Zum Zeitpunkt der Eingemeindung galt Lichtenberg als das mit Abstand am weitesten urbanisierte ehemalige Dorf des östlichen Berliner Umlands. Es brachte bei der Vergrößerung Berlins eine Grundfläche von mehr als 1000 Hektar und eine hochentwickelte städtische Struktur ein. Seit der Bezirksgrenzenänderung von 1938 sind Teile der früheren Stadt Berlin-Lichtenberg (Boxhagen und Friedrichsberg) dem heutigen Ortsteil Berlin-Friedrichshain zugeordnet. Außerdem gab es 1938 einen Gebietsaustausch mit dem Ortsteil Hohenschönhausen des Bezirks Weißensee. Da als neue Grenzlinie zwischen den Bezirken Lichtenberg und Weißensee die Landsberger Chaussee (seit 1992: Landsberger Allee) festgelegt wurde, kam ein Teil der Hohenschönhauser Siedlung Weiße Taube zu Lichtenberg, und im Gegenzug wechselte die Lichtenberger Kolonie Wilhelmsberg nach Hohenschönhausen.

### Mehrfache Verwaltungsänderungen
Bis zum Jahr 1979 gehörten zum Stadtbezirk Lichtenberg die Ortsteile (Alt-)Lichtenberg, Biesdorf, Friedrichsfelde, Hellersdorf, Karlshorst, Kaulsdorf, Mahlsdorf und Marzahn. Danach erfolgte eine Neuaufteilung: Biesdorf, Hellersdorf, Kaulsdorf, Mahlsdorf und Marzahn gelangten zum neuen Bezirk Marzahn. Aus dessen Ortsteilen Hellersdorf, Kaulsdorf und Mahlsdorf wurde 1986 der neue Bezirk Hellersdorf gebildet. So blieb es bis zum Mauerfall.
Nachdem der Bezirk zum 1. Januar 2001 mit dem Bezirk Hohenschönhausen zusammengelegt worden war, wurde der neue Bezirk zum 1. Juni 2001 von Lichtenberg-Hohenschönhausen in Lichtenberg umbenannt.

### Veranschaulichung der Geschichte

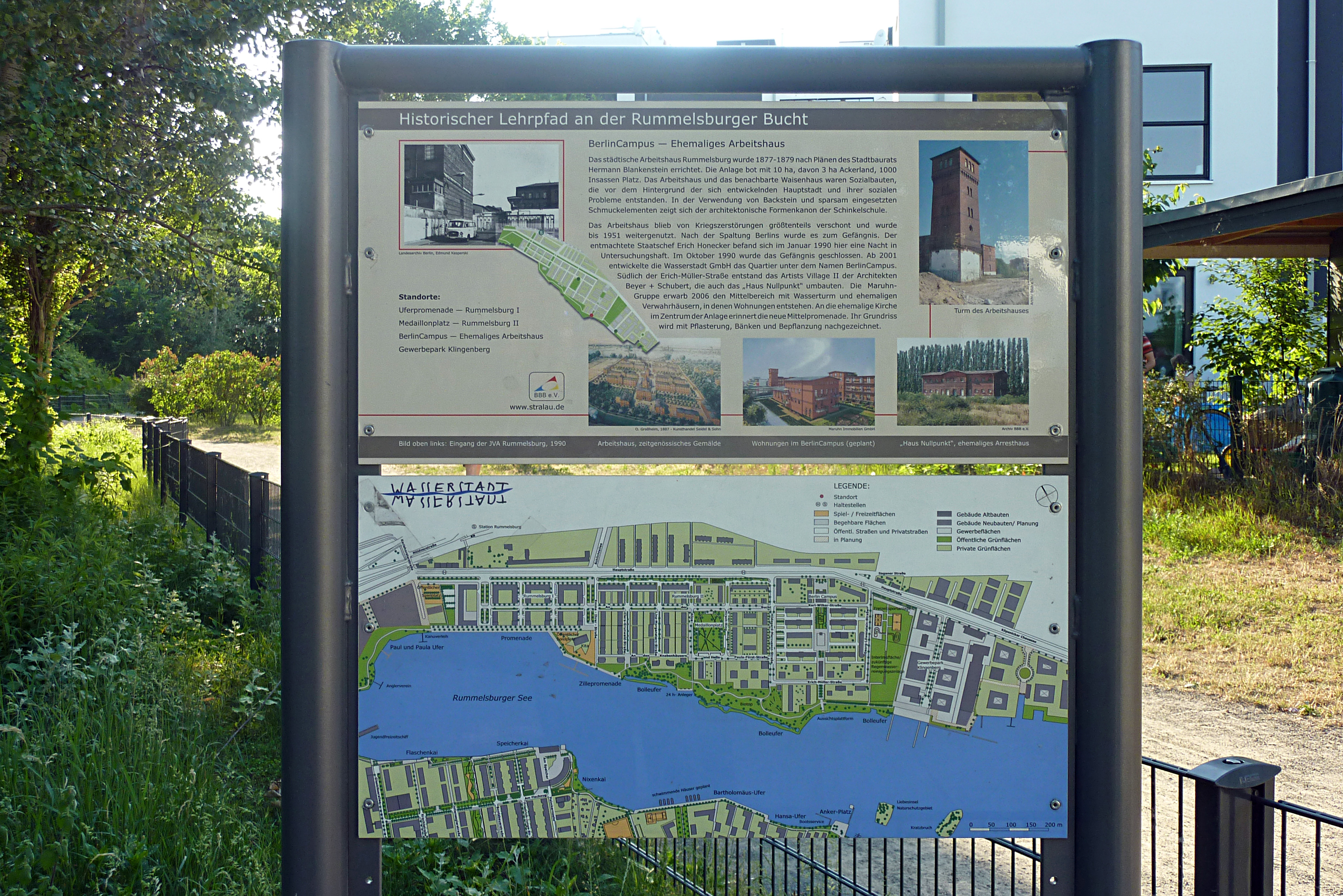
Beispiel einer solchen Geschichtstafel für den Ortsteil Rummelsburg

Aus Anlass der Feierlichkeiten zum hundertsten Jahrestag der Erteilung des Stadtrechts (2008) ließ die Bezirksverwaltung ein touristisches Leitsystem erarbeiten, dessen Finanzierung die Wall AG übernommen hatte. Die am 1. April 2008 an neun verschiedenen Orten des Bezirks aufgestellten Metallstelen informieren in Bild und Text über die Geschichte und Sehenswürdigkeiten von Lichtenberg.
Das Museum des Bezirks Lichtenberg befindet sich im ehemaligen Rathaus von Boxhagen-Rummelsburg in der Türrschmidtstraße 24 im Ortsteil Rummelsburg. Es trägt jetzt die Bezeichnung Museum Lichtenberg im Stadthaus.

## Bevölkerung
Aufgeführt sind die Einwohnerzahlen Lichtenbergs ab der ersten Nennung im Jahre 1624 bis zur Gründung von Groß-Berlin und der daraus resultierenden Eingemeindung Lichtenbergs nach Berlin 1920. Die Bevölkerung wuchs über Jahrhunderte nur langsam, stieg dann zwischen dem Beginn der Industrialisierung 1870 und der Eingemeindung 1920 stark an; unter anderem durch die Eingemeindung von Boxhagen-Rummelsburg im Jahre 1912. Die Angaben gelten für das jeweilige Gebiet der Stadt bzw. des Ortsteils Lichtenberg. Sie schließen von 1912 bis 1925 den Teil des heutigen Ortsteils Friedrichshain innerhalb der Ringbahn ein, der durch die Verwaltungsreform 1938 aus Lichtenberg ausgegliedert wurde. Bis zum Anfang der 2000er Jahre gehörten außerdem auch die heutigen Ortsteile Fennpfuhl und Rummelsburg zum Ortsteil Lichtenberg. Die Einwohnerzahlen der verschiedenen Ausprägungen des Ortsteils Lichtenberg sind daher nur eingeschränkt vergleichbar.
| Jahr  | Einwohner |
| ----- | --------- |
| 1624  | 0.219     |
| 1734  | 0.255     |
| 1772  | 0.211     |
| 01791 | 0.397     |
| 1801  | 0.326     |
| 1817  | 0.336     |
| 1840  | 0.663     |
| 1858  | 01.462 1  |
| 1871  | 03.421 2  |
| 1885  | 16.358 3  |

| Jahr   | Einwohner  |
| ------ | ---------- |
| 1895   | 0030.314 5 |
| 001900 | 043.371    |
| 001905 | 055.391    |
| 001910 | 081.199    |
| 001912 | 144.461    |
| 1920   | 144.662    |
| 001925 | 150.425    |
| 001939 | 091.586    |
| 001950 | 068.563    |
| 001963 | 062.618    |

| Jahr | Einwohner |
| ---- | --------- |
| 2007 | 32.063    |
| 2010 | 32.201    |
| 2015 | 39.121    |
| 2020 | 41.359    |
| 2021 | 41.700    |
| 2022 | 43.965    |
| 2023 | 44.501    |
| 2024 | 44.837    |

Quelle ab 2007: Statistischer Bericht A I 5. Einwohnerregisterstatistik Berlin. Bestand – Grunddaten. 31. Dezember. Amt für Statistik Berlin-Brandenburg (jeweilige Jahre)

## Wirtschaft

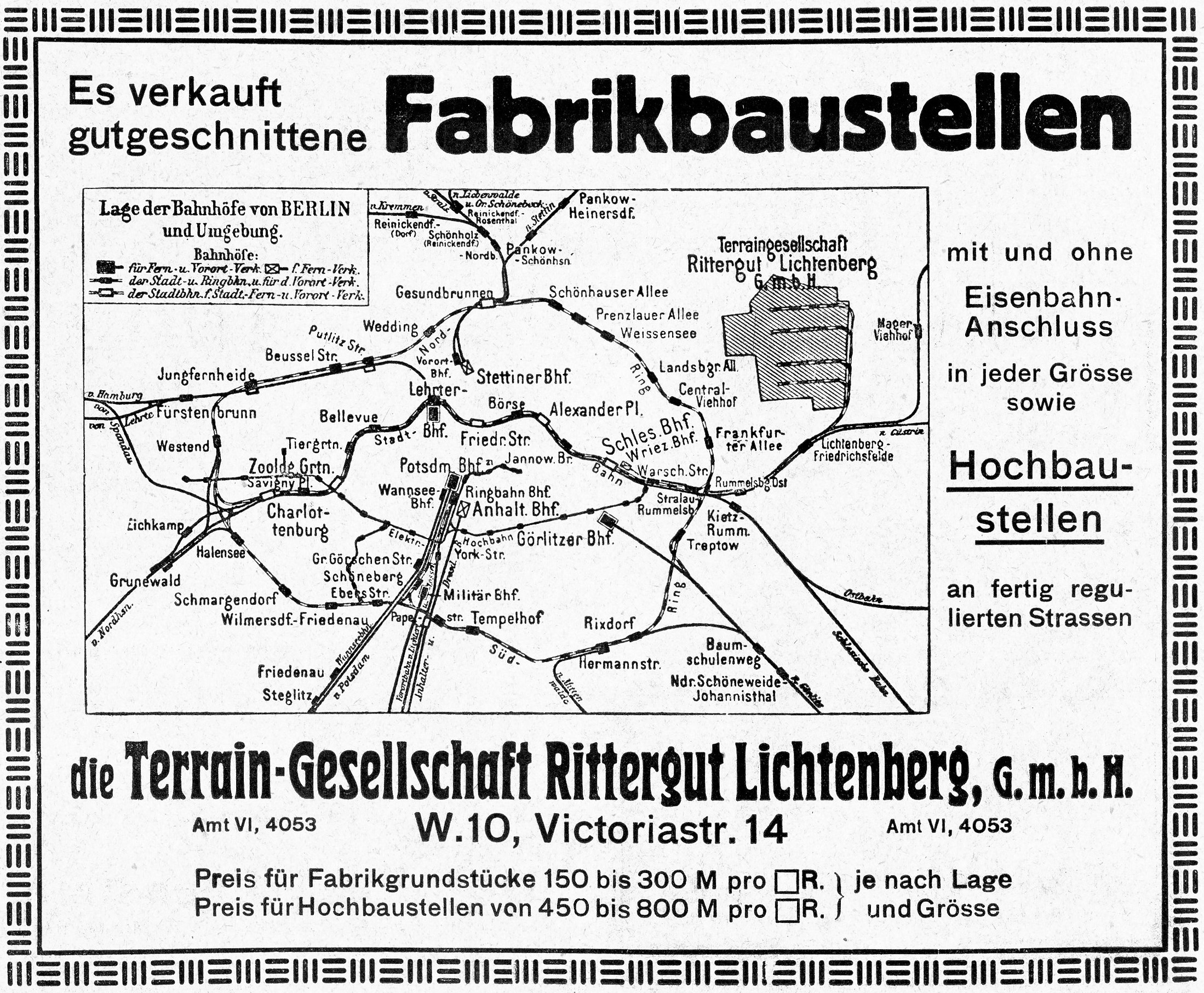
Werbeanzeige der Terrain-Gesellschaft Rittergut Lichtenberg von 1912

### Vom Ende des 19. Jahrhunderts bis 1945
Das Gebiet zwischen der Landsberger Chaussee (heute: Landsberger Allee) und der Rittergutstraße (heute: Josef-Orlopp-Straße) – auch als „Industriegebiet Herzbergstraße“ bekannt geworden – entwickelte sich im 19. Jahrhundert zu einem bedeutenden Wirtschaftsstandort im aufstrebenden Lichtenberg. Dazu trugen insbesondere die folgenden Unternehmen bei:
- Siemens & Halske, später Siemens Plania (Herzbergstraße)
- Margarinewerke Berolina von 1909 (Herzbergstraße)
- Norddeutsche Kugellagerfabrik GmbH von 1938/1939
- Wurstfabriken, Großbäckereien, eine Fischmehlfabrik (Rittergutstraße und Siegfriedstraße), die Verwaltung und einige Produktionsgebäude der Konsumgenossenschaft Berlin und Umgegend
- Reichsmonopolverwaltung in der Rittergutstraße

Für diese Großbetriebe gab es eigene Industriegleisanschlüsse.
Auch der Bau und der Betrieb zweier Krankenhäuser, des heutigen Oskar-Ziethen-Krankenhauses (seit 2005 Sana Klinikum Lichtenberg) in der Fanningerstraße und der Irrenanstalt Herzberge (heute: Evangelisches Krankenhaus Königin Elisabeth Herzberge) in der Herzbergstraße, stärkten die wirtschaftliche Entwicklung. Nicht zuletzt erwies sich der Verkehr als wichtige Stütze der Wirtschaft, der Ortsteil verfügte über den Bahnhof Lichtenberg (seit 2001 im Nachbarortsteil Rummelsburg gelegen) und das Straßenbahndepot in der Siegfriedstraße.
Im Ortsteil liegt der 1881 eingerichtete Zentralfriedhof Friedrichsfelde, der nach dem Zweiten Weltkrieg dem Ortsteil Lichtenberg zugeordnet wurde, dabei aber seinen Namen behielt. Auf ihm befindet sich die Gedenkstätte der Sozialisten. Die Wohnanlage Lichtenberg nördlich des Bahnhofs Lichtenberg wurde in den 1920er Jahren errichtet.

### Zwischen 1945 und 1990
Nach dem Zweiten Weltkrieg wurden die Großbetriebe enteignet. Viele konnten anfangs wegen demontierter Maschinen oder fehlender Rohstoffe nicht produzieren. Erst ab 1952 begann wieder eine nennenswerte Erzeugung von Industriegütern. Die Fabriken wurden zu volkseigenen Betrieben (VEB) umgewandelt. Beispiele für Betriebe mit hoher Wirtschaftskraft in Lichtenberg waren:
- VEB Elektrokohle Lichtenberg
- VEB Fortschritt Herrenbekleidung
- VEB Wälzlagerfabrik „Josef Orlopp“
- VEB Bärensiegel Berlin

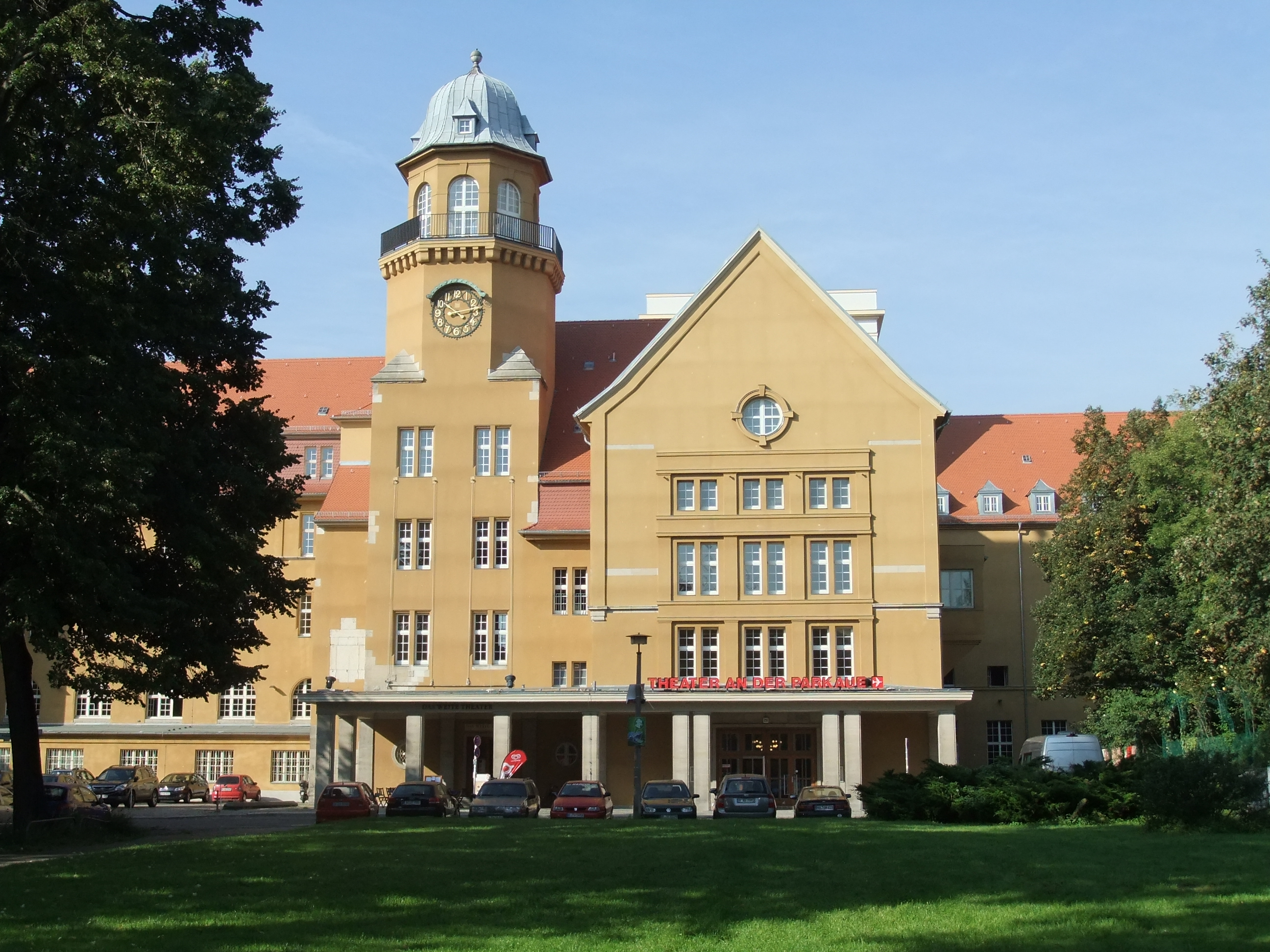
Theater an der Parkaue

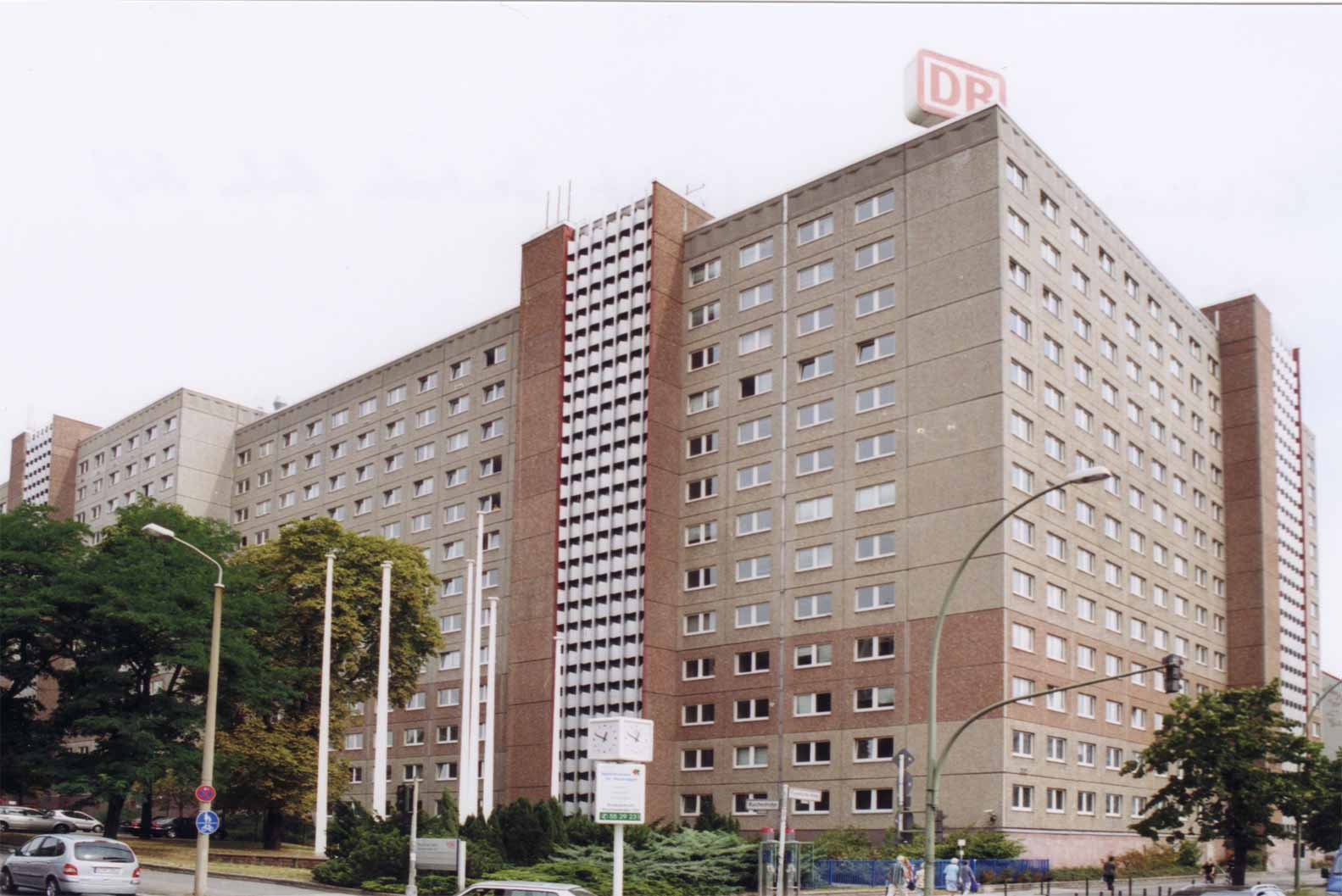
Gebäude der ehemaligen Zentrale des Ministeriums für Staatssicherheit

Das Theater an der Parkaue wurde 1945 gegründet. In der DDR trug es den Namen Theater der Freundschaft. Es ist das größte Staatstheater für junges Publikum in Deutschland.
In Lichtenberg befand sich die Zentrale des Ministeriums für Staatssicherheit. Sie nahm das gesamte Straßenkarree Normannenstraße-Magdalenenstraße-Frankfurter Allee-Ruschestraße ein. Für den Bau wurden die frühere Neuapostolische Kirche in der Normannenstraße und Taut-Wohnbauten abgerissen.
Durch die Teilung Berlins erlangte der Bahnhof Lichtenberg eine größere Bedeutung, die zu seiner Modernisierung und zum Ausbau technischer Einrichtungen führte. So wurde durch die Deutsche Reichsbahn 1960 das Bahnbetriebswagenwerk Berlin-Lichtenberg für die Wartung und Pflege von Reisezugwagen eröffnet, das damals modernste der DDR.
Südlich der Frankfurter Allee wurde in den 1970er Jahren das Neubaugebiet Frankfurter Allee Süd errichtet.

### Seit 1990
Auf dem Gebäudekomplex des ehemaligen Ministeriums für Staatssicherheit der DDR entwickelte sich 1990/91 die Forschungs- und Gedenkstätte Normannenstraße. Daraus soll langfristig der Campus der Demokratie werden.
Durch den politischen und wirtschaftlichen Wandel im Jahr 1990 sowie wegen häufig qualitativ und preislich nicht weltmarktfähiger Produkte wurden die meisten Betriebe schrittweise abgewickelt. Übrig blieben kleine oder mittelständische Handwerksbetriebe; neu hinzugekommen sind zahlreiche Einkaufszentren (Einkaufspassagen Landsberger Allee 358 [um 2008 stillgelegt; etwa 2016 abgerissen], Möllendorffpassage in der Möllendorffstraße, Ringcenter II und Ringcenter III in der Frankfurter Allee, Asiamarkt Dong Xuan Center in der Herzbergstraße).
Ab den beginnenden 2000er Jahren erfolgte ein intensiver Ausbau früherer Produktions- und Lagerflächen südlich der Landsberger Allee als Wirtschaftsschwerpunkt:
Nach einigem Tauziehen um Größe und Architektur konnte IKEA Deutschland hier im Dezember 2010 seine bisher größte Filiale eröffnen. In der Nachbarschaft gibt es einen Globus Baumarkt, um dessen Größe eine amtliche Volksabstimmung durchgeführt wurde. Außerdem hat sich Möbel Höffner hier ebenfalls eine Filiale eingerichtet.
Eine weitere Gewerbefläche wurde 2024 unter der Bezeichnung Topaspark zwischen der Vulkanstraße und Am Wasserwerk bezugsfertig.
Zur Stärkung kleiner und mittlerer Unternehmen sowie Einrichtungen der tourismusnahen Wirtschaft im Bezirk besteht seit 2007 das Projekt Tourismusmarketing Lichtenberg. Träger ist der Wirtschaftskreis Hohenschönhausen-Lichtenberg, der durch den Europäischen Fonds für regionale Entwicklung mitfinanziert wird.

## Bürgermeister
Zu den Bezirksbürgermeistern nach der im Jahr 2001 erfolgten Fusion der ehemaligen Bezirke Lichtenberg und Hohenschönhausen zum neuen Bezirk Lichtenberg siehe Bezirk Lichtenberg#Bezirksbürgermeister.
| Zeitraum | Name                  | Partei                |
| --- | --------------------- | --------------------- |
| ab 1908: Erster Bürgermeister der Stadt Lichtenberg                                                                |                       |                       |
| 1908–1921 | Oskar Ziethen         | DVP                   |
| ab 1921: Bezirksbürgermeister ab der Bildung Groß-Berlins                                                          |                       |                       |
| 1921–1925 | Otto John             | SPD                   |
| 1926–1933 | Alfred Siggel         | SPD                   |
| 1933–1935 | Herbert Volz          | NSDAP                 |
| 1935–1938 | Fritz Behaghel        | NSDAP                 |
| 1938–1945 | Karl Dorsch           | NSDAP                 |
| 1945 | Franz Stimming        | SPD                   |
| 1945/1946 | Günter Riesebrodt     | CDU                   |
| 1946/1947 | Helmut Schwenn        | SPD                   |
| 1947/1948 | Wilhelm Pomezny       | SPD                   |
| 1948–1950 | Richard Schalkowski   | SED                   |
| 1951–1954 | Horst Hilbert         | SED                   |
| 1955–1959 | Willi Jahnke          | SED                   |
| 1959–1962 | Franz Bachmann        | SED                   |
| 1963–1965 | Kurt Schumann         | SED                   |
| 1965–1967 | Horst Hilbert         | SED                   |
| 1967–1970 | Willy Betsch          | SED                   |
| 1970–1976 | Heinz Müller          | SED                   |
| 1976–1979 | Günter Milke          | SED                   |
| ab 1979: Bezirksbürgermeister des damals neuen Bezirks (ohne Marzahn, Hellersdorf, Biesdorf, Kaulsdorf, Mahlsdorf) |                       |                       |
| 1979–1990 | Günter Milke          | SED/PDS               |
| 1990 | Peter Hlavaty         | SED/PDS               |
| 1990–1992 | Christian Kind        | SPD                   |
| 1992–1995 | Gottfried Mucha       | Bündnis 90/Die Grünen |
| 1995–2001 | Wolfram Friedersdorff | PDS                   |

Quelle: Berlinische Monatsschrift

## Sehenswürdigkeiten und Kultur

### Sehenswürdigkeiten
- Zentralfriedhof Friedrichsfelde mit der Gedenkstätte der Sozialisten
- Forschungs- und Gedenkstätte Normannenstraße, ehemaliger Sitz des Ministeriums für Staatssicherheit der DDR
- Loeperplatz, ehemaliger Dorfanger, historisches Zentrum Lichtenbergs
- Roedeliusplatz
- Dong Xuan Center, asiatischer Großmarkt
- Stadtpark Lichtenberg
- Rathauspark Lichtenberg
- Landschaftspark Herzberge
- Friedhof Gotlindestraße

### Kultur
- Museum Lichtenberg im Stadthaus
- Theater an der Parkaue
- Galerie für zeitgenössische Kunst im Ratskeller[24]

Regelmäßige Veranstaltungen
- Spectaculum am lichten Berg, sommerliches zweitägiges Mittelalterfest im Rathauspark
- Lange Nacht der Bilder[25]
- Mittelalter-Weihnachtsmarkt im Rathauspark

## Verkehr

### Öffentlicher Nahverkehr
Durch den Ortsteil führen die U-Bahn-Linie U5 (U-Bahnhof Magdalenenstraße) sowie mehrere Straßenbahn- und Omnibuslinien. Im Ortsteil befindet sich ein Betriebshof der BVG in der Siegfriedstraße. Der Bahnhof Berlin-Lichtenberg, an der Grenze zu Rummelsburg gelegen, bietet Verbindungen ins nördliche und östliche Umland der Hauptstadt. Seine Ausmaße sind Zeugnis seiner Rolle als wichtigster Fernbahnhof Ost-Berlins in den 1980er Jahren.

### Individualverkehr
Die Bundesstraßen B 1 und B 5 durchqueren auf gemeinsamer Trasse den Ortsteil in west-östlicher Richtung (Frankfurter Allee). Eine viel befahrene Straße in Nord-Süd-Richtung ist der Straßenzug Weißenseer Weg–Möllendorffstraße, ein Teilabschnitt der Landsberger Allee führt an der nördlichen Grenze des Ortsteils von Ost nach West.

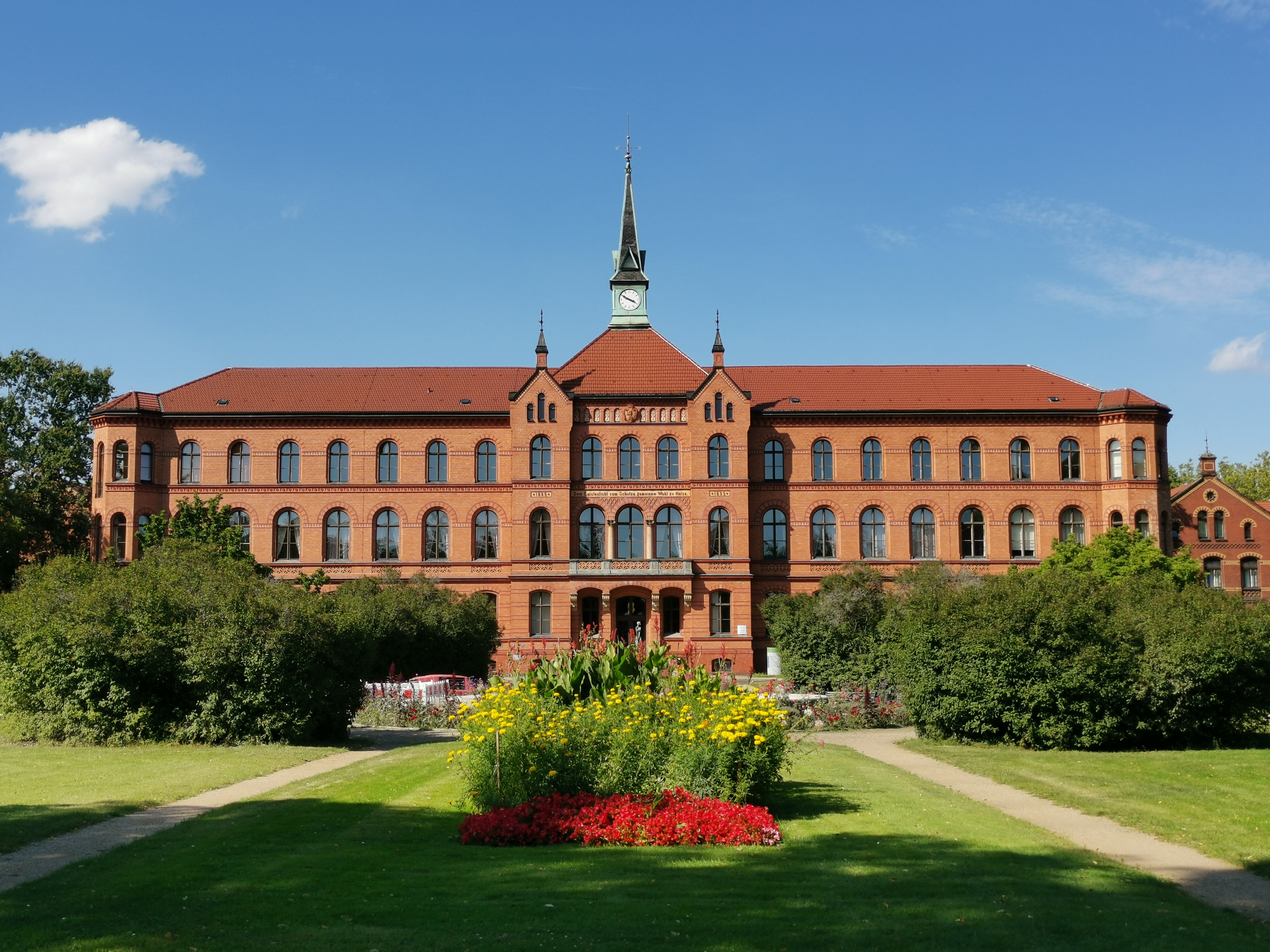
Krankenhaus Königin Elisabeth

## Gesundheitswesen
- Sana Klinikum Lichtenberg, Fanningerstraße
- Evangelisches Krankenhaus Königin Elisabeth Herzberge, Herzbergstraße

## Sport
Der bekannteste Fußballverein im Ortsteil ist der SV Lichtenberg 47, der seine Heimspiele im Hans-Zoschke-Stadion austrägt.

## Persönlichkeiten des Ortsteils

### Söhne und Töchter Lichtenbergs
- Waldemar Atzpodien (1834–1910), Gutsbesitzer und Kommunalpolitiker
- Hermann Roeder (1856–1941), Gutsbesitzer und Kommunalpolitiker
- Familie Loeper, Bauern- und Gutsbesitzerfamilie im früheren Dorf Lichtenberg
- Friedrich Peine (1871–1952), Politiker (SPD)
- Herbert Grabert (1901–1978), Theologe und Publizist
- Bruno Malitz (1905–1948), Politiker (NSDAP)
- Heinrich Fritz Kuhn (1906–1991), Lehrer und Maler
- Georg Lehnig (1907–1945), Widerstandskämpfer gegen den Nationalsozialismus
- Kurt Borm (1909–2001), SS-Hauptsturmführer und Arzt in der NS-Tötungsanstalt Pirna-Sonnenstein
- Ilse Stöbe (1911–1942), Widerstandskämpferin
- Erwin Nöldner (1913–1944), Widerstandskämpfer gegen den Nationalsozialismus
- Kurt Schmidt (1913–1947), Widerstandskämpfer gegen den Nationalsozialismus
- Heinz Blume (1919–1997), Politiker (SPD)
- Paul Dinter (1922–2001), Radrennfahrer
- Hans-Werner Fabarius (1929–2018), Heimatforscher
- Hans-Joachim Helwig-Wilson (1931–2009), Fotojournalist und politischer Gefangener in der DDR
- Katja Lange-Müller (* 1951), Schriftstellerin
- Tatjana Sterneberg (* 1952), politischer Häftling in der DDR
- Gesine Lötzsch (* 1961), Politikerin (Die Linke)
- Andreas Geisel (* 1966), Politiker (SPD)
- Anja Reich (* 1967), Journalistin und Autorin
- Djamila Rowe (* 1967), Model
- Marianne Burkert-Eulitz (* 1972), Politikerin (Bündnis 90/Die Grünen)
- Jordi Truxa (* 1973), Münzgestalter
- Jördis Triebel (* 1977), Schauspielerin
- Christian Awe (* 1978), Streetart-Künstler
- Christian Wolf (* 1978), Politiker (FDP)
- Alexander Fehling (* 1981), Schauspieler
- Fritz Kalkbrenner (* 1981), Musiker
- Sarah Schindler (* 1981), Sängerin und Schauspielerin
- Johann Fohl (* 1982), Schauspieler
- Axel Ranisch (* 1983), Regisseur und Schauspieler
- Daniel Siebert (* 1984), Fußballschiedsrichter
- Christoph Sydow (1985–2020), Journalist
- LeFloid, bürgerlich Florian Diedrich, geb. Mundt, Webvideoproduzent
- Patrick Hausding (* 1989), Wasserspringer

### Mit Lichtenberg verbundene Persönlichkeiten
- Wichard von Möllendorff (1724–1816), preußischer Generalfeldmarschall, lebte in Lichtenberg
- Johann Ludwig Weitling (1758–nach 1792), Schulmeister in Lichtenberg
- Gustav Kielblock (1843–1917), Kommunalpolitiker, Ehrenbürger von Lichtenberg
- Oskar Ziethen (1858–1932), erster Bürgermeister der Stadt Lichtenberg
- Hermann Lewandowski (1875–1950), Gründer der Schokoladen- und Zuckerwarenfabrik Venetia
- Alfred Siggel (1884–1959), Bezirksbürgermeister von Lichtenberg 1926–1933
- Franz Stimming (1884–1952), Bezirksbürgermeister von Lichtenberg 1945
- Willy Abel (1875–1951), Erfinder und Ingenieur, Gründer der Harras-Werke in Lichtenberg
- Oskar Maretzky (1881–1945), Stadtsyndikus in Lichtenberg
- Fritz Thurm (1883–1937), Stadtrat von Lichtenberg 1926–1933
- Friedrich Jacobs (1889–1964), Arzt, lebte in der Fanningerstraße
- Georg Loewenstein (1890–1998), Stadtarzt in Lichtenberg
- Hans Zoschke (1910–1944), Widerstandskämpfer gegen den Nationalsozialismus, in Lichtenberg aufgewachsen
- Manfred Becker (* 1938), Politiker (SPD), Vorsitzender des Vereins Kiezspinne, im Dezember 2021 mit dem Bundesverdienstkreuz für sein langjähriges Engagement ausgezeichnet, lebt in Lichtenberg[26]
- Jutta Resch-Treuwerth (1941–2015), Journalistin und Sexualtherapeutin, in Lichtenberg aufgewachsen
- Werner Teske (1942–1981), Mitarbeiter des MfS, letztes vollstrecktes Todesurteil in der DDR, lebte am Hendrichplatz[27]
- Paul van Dyk (* 1971 als Matthias Paul), Diskjockey, in Lichtenberg aufgewachsen
- Paul Kalkbrenner (* 1977), Musiker, in Lichtenberg aufgewachsen